# Bohumil Urban
Bohumil Urban (* 29. června 1934 Rájov) byl český a československý politik Komunistické strany Československa, ministr průmyslu České socialistické republiky, ministr zahraničního obchodu ČSSR, místopředseda vlády České socialistické republiky a ČSSR, předseda České plánovací komise a Státní plánovací komise, poslanec České národní rady a Sněmovny lidu Federálního shromáždění za normalizace.

## Biografie
Pocházel z dělnické rodiny. Získal základní vzdělání a nastoupil jako dělník do podniku Jihočeské papírny. V roce 1950 ho podnik vyslal na studium na Střední průmyslovou školu papírenskou v Hostinném. Později přešel do podniku Severočeské papírny ve Štětí, kde zastával posty mistra, technologa a vedoucího cechu. V letech 1961–1968 pracoval v aparátu komunistické strany. Jeho profesní a politická kariéra vyvrcholila za normalizace. Od roku 1969 byl výrobním náměstkem Severočeských papíren ve Štětí. V roce 1974 mu bylo uděleno Vyznamenání Za vynikající práci.
V letech 1971–1977 působil jako generální ředitel oborového podniku Průmysl papíru a celulózy v Praze, v letech 1977–1978 byl náměstkem ministra a v letech 1978–1981 ministrem průmyslu České socialistické republiky v třetí vládě Josefa Korčáka. Od roku 1981 zastával post ministra zahraničního obchodu ČSSR v čtvrté vládě Lubomíra Štrougala a páté vládě Lubomíra Štrougala. V období let 1987–1988 působil opětovně v české vládě, jako místopředseda české vlády Ladislava Adamce a zároveň předseda České plánovací komise. Do federální vlády se vrátil v letech 1988–1989 jako první místopředseda vlády Ladislava Adamce a zároveň předseda Státní plánovací komise. V roce 1984 mu byl udělen Řád práce.
XVII. sjezd KSČ ho zvolil za kandidáta Ústředního výboru Komunistické strany Československa. Do funkce člena ÚV KSČ byl převeden k 19. prosinci 1987.
Po volbách roku 1976 byl zvolen do České národní rady. Mandát nabyl až dodatečně v červnu 1980. Mandát v ČNR pak obhájil ve volbách roku 1981. Zasedal zde až do konce funkčního období, tedy do voleb roku 1986.
Ve volbách roku 1986 zasedl za KSČ do Sněmovny lidu (volební obvod č. 83 - Brno-město-jihozápad, Jihomoravský kraj). Ve Federálním shromáždění setrval do konce funkčního období, tedy do svobodných voleb roku 1990. Netýkal se ho proces kooptací do Federálního shromáždění po sametové revoluci.